# Microrégion du littoral d'Aracati
 (février 2025).
Si vous disposez d'ouvrages ou d'articles de référence ou si vous connaissez des sites web de qualité traitant du thème abordé ici, merci de compléter l'article en donnant les références utiles à sa vérifiabilité et en les liant à la section « Notes et références ».

Localisation de la microrégion du littoral d'Aracati

La microrégion du littoral d'Aracati est l'une des quatre microrégions qui subdivisent la mésorégion du Jaguaribe, dans l'État du Ceará au Brésil.
Elle comporte 4 municipalités qui regroupaient 107 587 habitants en 2006 pour une superficie totale de 2 148 km2.

## Municipalités[1]
- Aracati
- Fortim
- Icapuí
- Itaiçaba